# Adam Green
Adam Green (Mount Kisco, 28 maggio 1981) è un cantautore e regista statunitense, ex componente della band The Moldy Peaches.

## Biografia
Adam Green è nato da una famiglia ebraica statunitense; sua bisnonna era Felice Bauer, steno-dattilografa prussiana ricordata per essere stata fidanzata di Franz Kafka.
Adam Green a 14 anni, snobbando la carriera scolastica e il college, decide di andare in tour con i The Moldy Peaches, invitati a fare da band di supporto agli Strokes. Dopo lo scioglimento della band nel 2002 intraprende la carriera solista.
Il suo LP del 2006 è Jacket Full of Danger, pubblicato per la Rough Trade, etichetta storica di musica "alternativa" che annovera tra i suoi pupilli anche The Strokes e Belle and Sebastian. Jacket Full of Danger, pubblicato il 10 marzo in Europa e il 16 negli U.S.A., segue l'acerbo esordio del cantautore newyorkese, Garfield (2002), e i seguenti Friends of Mine (2003) e Gemstones (2005), in cui Adam Green sperimenta musicalmente e liricamente, con un mix personalissimo di musica orchestrale (con tanto di violini e viole) e folk triviale e giocherellone, che ci riporta inevitabilmente alla sua attività con i Moldy Peaches, band formata insieme all'amica Kimya Dawson.
Adam Green è molto apprezzato in Francia ed anche in Germania. Negli Stati Uniti è meno conosciuto, ed in Inghilterra è noto soprattutto per la sua cover di What a Waster, dei The Libertines. È stato in tour con molte band tra cui The Libertines, The Thrills, Bright Eyes, Phantom Planet. Ha fatto un tour anche con Ben Kweller, cantautore della nuova scena folk americana, con cui ha anche duettato in Kokomo, cover della canzone dei Beach Boys.

## Discografia

### Album da solista
- 2002 - Adam Green
- 2002 - Garfield
- 2003 - Friends of Mine
- 2005 - Gemstones
- 2006 - Jacket Full of Danger
- 2008 - Sixes & Sevens
- 2010 - Minor Love
- 2010 - Musik for a play
- 2013 - Adam Green & Binki Shapiro
- 2016 - Aladdin
- 2019 - Engine of Paradise
- 2022 - That Fucking Feeling

### Album con i Moldy Peaches
- 2001 - The Moldy Peaches
- 2003 - Unreleased Cutz and Live Jamz (1994-2002) (2 CD)

### Compilation
- 2002 - Antifolk Vol.1

## Filmografia
- 2011 - The Wrong Ferarri
- 2016 - Aladdin